# Alexander Alexandrowitsch Deneschkin
Alexander Alexandrowitsch Deneschkin (russisch Александр Александрович Денежкин; * 14. Oktober 1991 in Moskau, Russische SFSR, Sowjetunion) ist ein ehemaliger russischer Eishockeyspieler, der den Großteil seiner Karriere in der zweitklassigen in der Wysschaja  Hockey-Liga verbracht hat.

## Karriere
Alexander Deneschkin begann seine Karriere als Eishockeyspieler in seiner Heimatstadt in der Nachwuchsabteilung des HK ZSKA Moskau, in der er bis 2007 aktiv war. Anschließend spielte er je ein Jahr lang für die Des Moines Buccaneers in der US-amerikanischen Juniorenliga United States Hockey League und die Oshawa Generals, die ihn beim CHL Import Draft 2008 in der zweiten Runde als 106. und letzten Spieler ausgewählt hatten, in der kanadischen Juniorenliga Ontario Hockey League. Von 2009 bis 2011 lief der Flügelspieler für die Profimannschaft von Krylja Sowetow Moskau in der Wysschaja Liga, der zweithöchsten russischen Spielklasse, sowie deren Nachfolgewettbewerb Wysschaja Hockey-Liga auf. Den Großteil der Saison 2010/11 verbrachte er allerdings beim Juniorenteam MHK Krylja in der multinationalen Nachwuchsliga Molodjoschnaja Chokkeinaja Liga.
Zur Saison 2011/12 wurde Deneschkin vom HK Spartak Moskau aus der Kontinentalen Hockey-Liga verpflichtet. In der Saison 2013/14 wurde er von Spartak beim HK Sokol Krasnojarsk in der Wysschaja Hockey-Liga eingesetzt, anschließend wechselte er zum HK WMF-Karelija.
Zwischen 2015 und 2017 spielte er für den HK Rjasan, ebenfalls in der zweitklassigen Wysschaja Hockey-Liga, ehe er 2017 vom KHL-Teilnehmer Witjas Podolsk verpflichtet wurde. Für diesen absolvierte er 18 KHL-Partien und wurde ansonsten beim HK Dynamo Sankt Petersburg eingesetzt. Ab Mai 2019 spielt er für den HK Lada Toljatti ebenfalls in der Wysschaja Hockey-Liga. Es folgten Stationen bei den Ligakonkurrenten Disel Pensa, HK Buran Woronesch und ZSK WWS Samara, bevor er 2022 seine Karriere beendete.